# NEXT LEVEL (Ayumi Hamasaki album)
NEXT LEVEL er det 10. studiealbum i fuld længde af den japanske sangerinde Ayumi Hamasaki. Albummet er udgivet 25. marts 2009 af pladeselskabet Avex trax. Der er i alt fire versioner af albummet: CD, CD+DVD, 2CD+DVD, og som noget nyt, USB.
Dette er den første CD som i Japan er blevet udgivet som USB-nøgle (det er dog før set hos indiske artister). "First press"-versionerne har forskelligt farvede covers. Udover 10 nye numre, hvor to af dem også har musikvideo, indeholder den også en musikvideo for den allerede udgivne sang, Sparkle. 2CD+DVD versionen er begrænset, og indeholder en ekstra CD med optagelser fra Premium Countdown Live 2008-2009.

## USB
USB-nøglen indeholder i alt 14 sange, 6 musikvideoer og tekstfiler. Der er 2 GB plads i alt, og kun 800 MB er på forhånd fyldt. Der er derfor 1,2 GB plads, som man kan bruge som man vil. Designet er fra Ayumis 10. jubilæumslogo både på grund af, at hendes 10. jubilæumsår ikke er slut, og fordi det er hendes 10. album i fuld længde.

### Salg
Da USB versionen var begrænset til kun 7.000 kopier, blev alle udsolgt i løber at få timer efter den kunne forudbestilles på nettet, og den nåede desuden kun at blive tilgængelig på få sider. Derefter måtte Avex genudgive den, på grund af de mange forespørgsler. Så kunne man frem til en bestemt dato bestille den igen, dog med normal kassette i stedet for gul.

## Reklame
Sangen "GREEN" blev brugt i reklamen for Panasonics Lumix FX37. Titelsangen, NEXT LEVEL, blev brugt som reklame for FX40, og Sparkle var med i reklamen for "Honda Zest Park". "Rule" er tema-sangen for live-action filmen Dragonball Evolution.

## Tracklist

### CD1
Med i alle versioner.
| Titel                  | Musik          | Arrangement  | Længde |
| ---------------------- | -------------- | ------------ | ------ |
| 01. Bridge to the sky  | Nakano Yuta    | Nakano Yuta  |        |
| 02. NEXT LEVEL         | DAI            | HAL          |        |
| 03. Disco-munication   | CMJK           | CMJK         |        |
| 04. EnergizE           | Yuta Nakano    | CMJK         |        |
| 05. Sparkle            | Kazuhiro Hara  | CMJK         |        |
| 06. rollin'            | Yuuta Nakano   | CMJK         |        |
| 07. GREEN              | Tetsuya Yukumi | Tasuku       |        |
| 08. Load of the SHUGYO | CMJK           | CMJK         |        |
| 09. identity           | Yuuta Nakano   | Yuuta Nakano |        |
| 10. Rule               | Mirai Watanabe | HAL          |        |
| 11. LOVE ' n ' HATE    | Yuuta Nakano   | Yuuta Nakano |        |
| 12. Piece of SEVEN     | HAL            | HAL          |        |
| 13. Days               | Tago Kunio     | HAL          |        |
| 14. Curtain call       | Kazuhiro Hara  | Yuuta Nakano |        |

### CD2
Kun med i 2CD+DVD versionen
Live fra Premium Countdown Live 2008-2009
01. GREEN

02. Will

03. End of the World

04. Heartplace

05. And Then

06. Naturally

07. POWDER SNOW

08. HOPE or PAIN

09. Over

10. SCAR

11. SIGNAL

12. Hana

13. too late

14. everywhere nowhere

15. Days

16. For My Dear... 

### DVD
Med i både 2CD+DVD og CD+DVD.
01. Days (video clip)

02. GREEN (video clip)

03. Rule (video clip)

04. Sparkle (video clip)

05. NEXT LEVEL (video clip)

06. Curtain call (video clip)

07. Days (making clip)

08. GREEN (making clip)

09. Rule (making clip)

10. Sparkle (making clip)

11. NEXT LEVEL (making clip)

12. Curtain call (making clip)

### USB
Sangene er alle mp3, 320 Kb/sek.
Video'erne er alle mp4.
01. Bridge to the sky

02. NEXT LEVEL

03. Disco-munication

04. EnergizE

05. Sparkle

06. rollin'

07. GREEN

08. Load of the SHUGYO

09. identity

10. Rule

11. LOVE 'n' HATE

12. Pieces of SEVEN

13. Days

14. Curtain call

01. Days (video clip)

02. GREEN (video clip)

03. Rule (video clip)

04. Sparkle (video clip)

05. NEXT LEVEL (video clip)

06. Curtain call (video clip)

## Oricon
| Chart                | Peak Position | Sales Total | Uger |
| -------------------- | ------------- | ----------- | ---- |
| Oricon Daily Chart   |               |             |      |
| Oricon Weekly Chart  |               |             |      |
| Oricon Monthly Chart |               |             |      |
| Oricon Yearly Chart  |               |             |      |

### Singles
| Dato              | Titel          | Peak position | Uger | Salg    |
| ----------------- | -------------- | ------------- | ---- | ------- |
| 17. december 2008 | "Days/GREEN"   | 1             | 13   | 190,570 |
| 25. februar 2009  | "Rule/Sparkle" | 1             | ^    | 122,125 |

^Tæller stadig